# Willenserklärung
Im deutschen Zivilrecht ist die Willenserklärung (lateinisch declaratio voluntatis auch Willensäußerung) die Äußerung eines Rechtsfolgewillens, also die nach außen hin wahrnehmbare Kundgabe des Willens einer Person, die auf einen Rechtserfolg gerichtet ist. Der Erfolg soll nach der Rechtsordnung eintreten, weil er vom Erklärenden gewollt ist. Fallen Wille und Erklärung auseinander, liegt ein Willensmangel vor.
Der maßgebliche Inhalt einer Willenserklärung ist im Zweifel durch Auslegung zu ermitteln, beispielsweise bei Erteilung einer „Generalquittung“.
Die Willensäußerung kann auch durch den (gesetzlichen) Vertreter beziehungsweise durch einen Betreuer abgegeben werden.
Im Zivilprozessrecht werden die (prozessualen) Erklärungen als Prozesshandlungen bezeichnet.

## Begrifflicher Ansatz (Theorien)
Seit dem gemeinen Recht ist umstritten, woraus sich der Geltungsgrund der durch die Willenserklärung ausgelösten Rechtsfolge herleitet.
Nach der von Friedrich Carl von Savigny, Bernhard Windscheid und Ernst Zitelmann im 19. Jahrhundert bereits vertretenen „Willenstheorie“ wird auf den tatsächlichen subjektiven Willen des Erklärenden abgestellt. Fehlt ein Rechtsfolgewille, liegt auch keine wirksame Willenserklärung vor, vielmehr ist ein Wille rechtlich nicht vorhanden.
Dagegen wendet die „Erklärungstheorie“ ein, dass durch das Abstellen auf den Willen des Erklärenden verkannt würde, dass Dritte als Empfänger der abgegebenen Erklärungen unbilligen Härten ausgesetzt würden, stellte man auf den Schutz des Erklärenden ab. Die Hauptvertreter dieser Auffassung, Josef Kohler, Rudolf Leonhard und Otto Bähr stellen daher darauf ab, wie der Empfänger das Verhalten nach Treu und Glauben deuten durfte. Da das Interesse am Vertrauensschutz die Berufung auf einen fehlenden Rechtsfolgewillen nicht gestatten kann, liegt folglich eine Willenserklärung vor.
Da die Kodifikation des Bürgerlichen Gesetzbuches (BGB) diesen Theorienstreit nicht beendet hat, versuchte eine „vermittelnde Theorie“ als neuere Lehre den Streit so zu überbrücken, dass sie davon ausgeht, Willenserklärungen seien ihrem Wesen nach Geltungserklärungen, mithin Akte rechtlicher Regelungen mit Wirkung inter partes.
Die dabei noch immer offen bleibenden Fragen beantwortet der Bundesgerichtshof (BGH) so, dass empfangsbedürftige Willenserklärungen vom Empfängerhorizont aus zu beurteilen sind, was für die Erklärung selbst, wie für deren inhaltliche Auslegung und die Unerweislichkeit eines kundgegebenen Rechtsfolgewillens gilt. Der BGH stellt dazu klar, dass unter den Begriff der Willenserklärung sowohl die finale als auch die normativ zugerechnete Erklärung zählt. Da der Gedanke des Vertrauensschutzes integraler Bestandteil der Rechtsgeschäftslehre sei, läge auch kein Widerspruchsverhältnis dieser beiden Leitgedanken vor.

## Unterschied zu Rechtsgeschäft, geschäftsähnlicher Handlung, Realakt und Willensbetätigung
Begriffe wie der der Willenserklärung, des Rechtsgeschäfts, der geschäftsähnlichen Handlung, des Realakts sowie der Willensbetätigung sind im BGB nicht definiert.
- Rechtsgeschäfte sind Tatbestände bestehend aus mindestens einer Willenserklärung, die auf den Eintritt eines bestimmten rechtlichen Erfolgs gerichtet sind, welcher auch tatsächlich (nicht zwingend bei Willenserklärungen) herbeigeführt wird, weil dieser gewollt ist (Abgrenzung zur geschäftsähnlichen Handlung). Rechtsgeschäfte können daneben weitere Willenserklärungen, geschäftsähnliche Handlungen und Realakte umfassen.
 Eine gewollte Rechtsfolge tritt nicht durch die zugrundeliegende(n) (übereinstimmenden) Willenserklärung(en) ein, sondern durch das Rechtsgeschäft, z. B. einer Kündigung oder eines Vertrags. Das Rechtsgeschäft ist das Mittel zur Gestaltung von Rechtsbeziehungen. Der geschlossene Vertrag etwa begründet die Rechte und Pflichten und nicht die einzelnen Willenserklärungen. So können rechtswirksam nur Rechtsgeschäfte bzw. deren zugrundeliegenden Willenserklärungen angefochten werden (§ 142 Abs. 1 BGB).
Ein weiterer Unterschied ist daran begründet, dass Rechtsgeschäfte einseitig (z. B. Testament) und mehrseitig (z. B. Vertrag) sein können. Willenserklärungen können immer nur von einer Person geäußert werden. Ein einseitiges Rechtsgeschäft kann dem Inhalt nach mit der zugrundeliegenden Willenserklärung übereinstimmen.
Ein Rechtsgeschäft kann im Gegensatz zu einer Willenserklärung nicht empfangsbedürftig sein, da es bereits „geschaffen“ wurde (Rechtsgeschäft), also bereits existiert und nicht zu seiner Wirksamkeit bekannt gegeben werden muss bzw. es erst durch die Bekanntgabe zu einem Rechtsgeschäft wird.
- Von der geschäftsähnlichen Handlung kommt die Differenzierung zur Willenserklärung dadurch zum Ausdruck, dass dort Rechtsfolgen nicht durch den Willen einer Person herbeigeführt wird, sondern eher „Beiprodukt“ einer Willens- oder sonstigen Erklärung sind, z. B. wenn eine Willenserklärung erteilt wird in Form einer Mahnung i. S. d. § 286 BGB, die Mahnung wirksam wird (einseitiges Rechtsgeschäft), so ist der daraus folgende Anspruch auf Verzugszinsen § 288 BGB, welcher nicht auch gewollt sein muss, sondern nur aufgrund des Gesetzes entsteht, die Geschäftsähnliche Handlung. Auch hier tritt notwendig ein Rechtserfolg (wie beim Rechtsgeschäft) tatsächlich ein.
- Bei einem Realakt muss weder ein rechtlich erheblicher Wille vorliegen, noch ist es erheblich, dass er auf einen solchen zurückzuführen ist. Eventuelle Rechtsfolgen treten unabhängig davon ein.
- Von der reinen Willensbetätigung unterscheidet sich die Willenserklärung durch die Existenz eines Kundgabezwecks.

## Arten von Willenserklärungen
Man unterscheidet grundsätzlich zwei Arten von Willenserklärungen: die empfangsbedürftige und die nicht-empfangsbedürftige Willenserklärung.
Empfangsbedürftig ist die Erklärung, wenn sie nach dem Gesetz „gegenüber“ einem Anderen abzugeben ist (vergleiche § 143 Abs. 1 BGB); hieran knüpft § 130 Abs. 1 BGB an: Empfangsbedürftige Willenserklärungen unter Abwesenden sind erst ab dem Zeitpunkt wirksam, zu dem sie dem Empfänger zugehen, das heißt, wenn sie in seinem Machtbereich sind und der Empfänger unter normalen Umständen die Möglichkeit zur Kenntnisnahme hat. Die empfangsbedürftige Willenserklärung kommt häufiger vor. Sie erspart der Gegenseite die Ungewissheit über die Rechtslage. Demnach ist vor allem die Ausübung eines Gestaltungsrechts (Gestaltungserklärung) empfangsbedürftig.
Die nicht empfangsbedürftige Willenserklärung ist dagegen schon im Moment der Abgabe wirksam, ohne, dass irgendjemand davon Kenntnis nehmen müsste. Eine nicht empfangsbedürftige Willenserklärung ist zum Beispiel Bestandteil des Testaments, der Auslobung, des Stiftungsgeschäfts und der Eigentumsaufgabe.

## Tatbestand einer Willenserklärung
Die Willenserklärung besteht aus einem objektiven (äußeren) und einem subjektiven (inneren) Tatbestand.

### Objektiver Tatbestand
Der objektive Tatbestand enthält eine Erklärung, die auf die Herbeiführung einer bestimmten Rechtsfolge gerichtet sein muss, sodass für einen objektiven Beobachter in der Rolle des Erklärungsempfängers der Schluss auf einen dahinter stehenden Rechtsbindungswillen möglich ist. Man spricht auch insoweit von der Schaffung eines Erklärungstatbestandes durch den Erklärenden.

#### Objektiver Handlungswille
Die Erklärung muss aus der Sicht eines objektiven Dritten darauf schließen lassen, dass jemand (freiwillig) handeln will. Dies ist z. B. nicht der Fall bei äußerer Gewalt. Die Willensbekundung kann ausdrücklich (in Wort oder Schrift) oder konkludent (durch schlüssiges Verhalten) erfolgen. Schlüssiges Verhalten liegt beispielsweise vor, wenn ein Käufer beim Bäcker nur auf ein Brötchen zeigt, das er kaufen möchte oder wenn der Patient dem Arzt die Hand reicht und sein Sprechzimmer betritt. Dagegen ist ein Schweigen grundsätzlich keine Willenserklärung, weil ihm in der Regel kein Erklärungswert zu entnehmen ist (qui tacet consentire non videtur; Deutsch: Wer schweigt, scheint nicht zuzustimmen). Schweigen ist daher grundsätzlich weder Zustimmung noch Ablehnung, sondern rechtlich unbedeutend (rechtliches nullum). Von diesem Grundsatz gibt es aber Ausnahmen: Eine der wichtigsten ist die Parteivereinbarung, bei der einem Verhalten ein bestimmter Erklärungswert durch die Parteien beigemessen wird. Ist dies der Fall, handelt es sich auch beim Schweigen um eine echte Willenserklärung. Auch der Gesetzgeber hat aus Gründen der Rechtssicherheit teilweise einem Schweigen einen Erklärungswert beigemessen, es handelt sich dann um unechte oder fingierte Willenserklärungen. So steht zum Beispiel das Verstreichenlassen der Ausschlagungsfrist bezüglich einer Erbschaft (vgl. § 1942, §§ 1944 ff. BGB) der Annahme gleich. Auch die sogenannte Billigungsklausel des Versicherungsvertragsgesetzes kennt eine Willenserklärung durch Schweigen.

#### Rechtsbindungswille
Weiteres Element ist der Rechtsbindungswille: Darunter versteht man das Abzielen der Willensäußerung auf das Setzen einer Rechtsfolge. Der Rechtsbindungswille ist konstitutiv, also zwingende Voraussetzung, für das Vorliegen einer Willenserklärung und fehlt in folgenden Fällen: Aufforderungen zur Abgabe eines Angebots, Freiklauseln, Gefälligkeitsverhältnissen, Erteilung von Ratschlägen oder Auskünften und Hilferufen. Ob ein Rechtsbindungswille vorliegt, ist nach dem sog. objektivierten Empfängerhorizont zu beurteilen. Zumindest bei der invitatio ad offerendum fehlt ein Rechtsbindungswille gänzlich, denn es handelt sich nicht um eine Willenserklärung, sondern um die Aufforderung zur Abgabe eines Angebots i. S. d. § 145 BGB. Es liegt also kein verbindliches Angebot vor, sondern nur eine Aufforderung, seinerseits ein Angebot abzugeben. Dies ist nach weit verbreiteter Auffassung der Fall bei Auslagen in Schaufenstern oder Zusendung von Werbeprospekten oder auch bei einer Bestellung von Ware im Internet-Versandhandel (in der Regel). Denn hier will der Verkäufer sich nicht gleich mit jedem rechtsgeschäftlich binden. Er möchte die Bonität des Käufers überprüfen, Daten abgleichen und seinen Warenbestand zuvor kontrollieren (Gefahr der Doppelverpflichtung).
Mit dem Rechtsbindungswillen wird zum Ausdruck gebracht, dass ein objektiver Dritter die Handlung als rechtsgeschäftlich erheblich interpretieren darf. Zusätzlich erforderlich ist nach einer Mindermeinung auch der Geschäftswille. Dieser muss sich auf die wesentlichen Vertragsbestandteile beziehen. Bei einem Kaufvertrag sind das z. B. die Kaufvertragsparteien (Käufer, Verkäufer), der Kaufgegenstand und der Kaufpreis. Beim Werkvertrag muss keine Vergütung vereinbart werden, denn auf diese hat der Werkleister einen gesetzlichen Anspruch.

### Subjektiver Tatbestand
Der subjektive Tatbestand spiegelt die innere Seite des Erklärenden wider. Man spricht insoweit auch vom inneren Willenstatbestand. Hierbei geht es um die Frage, ob der äußeren Erklärung auch der innere Wille entspricht. Er besteht aus dem Geschäftswillen, dem Handlungswillen und einem Erklärungsbewusstsein. Dabei ist beachtlich, dass nicht der innere Willenstatbestand, sondern nur der durch die Erklärung nach außen erkennbar gemachte Wille den gewünschten Rechtserfolg bewirken kann. Trotzdem müssen die subjektiven Tatbestandsmerkmale vorliegen, um von einer fehlerfreien Willenserklärung ausgehen zu können. Trotz Fehlens eines subjektiven Merkmals kann die Willenserklärung dennoch gültig sein.

#### Subjektiver Handlungswille; Handlungsbewusstsein
Dieser bezeichnet den Willen, überhaupt etwas bewusst zu tun oder zu unterlassen. Der Handlungswille ist konstitutiv für das Vorliegen einer Willenserklärung. Er fehlt unter den gleichen Voraussetzungen, die auch zum Nichtvorliegen einer Handlung im strafrechtlichen Sinn führen, d. h. insbesondere bei vis absoluta (unwiderstehlicher mechanischer Gewalt) oder Verhaltensweisen im Zustand völliger Bewusstlosigkeit (Synkope, Schlaf, Hypnose usw.). Der subjektive Handlungswille fehlt auch bei sogenannten abhandengekommenen Willenserklärungen, bei denen die Willenserklärung für den Empfänger nicht ersichtlich ohne Entäußerungswillen des Absenders in den Rechtsverkehr gelangt ist. Ein klassisches Beispiel hierfür ist ein zunächst unterzeichnetes Angebot, das der Ehemann auf dem Schreibtisch liegen gelassen hatte und das von der Ehefrau entgegen dem späteren Willen des Mannes doch abgeschickt wird. Aufgrund des fehlenden Handlungswillens bei der Abgabe kommt kein Vertrag zustande. Durch die fehlende Erkennbarkeit dessen für einen objektiven Dritten wird dem gutgläubig auf eine wirksame Abgabe vertrauenden Empfänger von der Rechtsprechung teilweise in analoger Anwendung von § 122 BGB der Ersatz des Vertrauensschadens zugebilligt.

#### Erklärungsbewusstsein
Erklärungsbewusstsein ist das Bewusstsein, überhaupt irgendeine rechtserhebliche Erklärung abzugeben, also sich rechtsgeschäftlich erheblich zu verhalten. Dies möchte beispielsweise ein Mensch in einer Versteigerung nicht, der mit dem Heben der Hand kein Gebot abgeben möchte, sondern nur einen Freund begrüßen möchte.
Wie sich ein fehlendes Erklärungsbewusstsein auf das Vorliegen einer Willenserklärung auswirkt, ist umstritten (Trierer Weinversteigerung). Die herrschende Meinung vertritt zu diesem Problem die sog. Erklärungstheorie, die sich aus dem Verantwortlichkeitsprinzip ableitet: Danach wird dem Erklärenden sein Verhalten auch bei fehlendem Erklärungsbewusstsein als Willenserklärung zugerechnet, wenn er bei Beachtung der im Rechtsverkehr erforderlichen Sorgfalt hätte erkennen können und müssen, dass sein Verhalten als Willenserklärung aufgefasst wird, sogenannte Erklärungsfahrlässigkeit. Ein für den Empfänger nicht erkennbarer Vorbehalt, sich nicht binden zu wollen, ist unbeachtlich (§ 116 Satz 1 BGB). Dem Erklärenden verbleibt nur die Möglichkeit einer Anfechtung seiner Willenserklärung nach §§ 119 ff. BGB in den dort bestimmten Grenzen. Etwas anderes gilt nur dann, wenn sein Gegenüber nicht schutzwürdig ist, etwa weil er um das fehlende Erklärungsbewusstsein des anderen wusste (§ 116 Satz 2 BGB). Im Fall der Versteigerung hätte der Handhebende erkennen können, dass das Heben der Hand als Gebotsabgabe verstanden wird.
Auch die Freischaltung eines Angebots bei einer Internet-Versteigerung stellt nach Ansicht des BGH im Ricardo-Urteil eine Willenserklärung des Verkäufers dar, die der Bieter mit dem Höchstgebot annimmt, so dass ein Vertrag nach den allgemeinen Regeln der §§ 145 ff. BGB zustande kommt.

#### Geschäftswille
bezeichnet den Willen, ein ganz bestimmtes Rechtsgeschäft abzuschließen, z. B. der Wille, einen Mietvertrag über eine bestimmte Wohnung abzuschließen. Fehlt der Geschäftswille, schadet das der Wirksamkeit der Willenserklärung nicht. Davon geht auch das BGB aus, denn andernfalls bedürfte es keiner Anfechtungsregeln im allgemeinen Teil des BGB. Wenngleich der Geschäftswille also für das Vorliegen einer Willenserklärung nicht erforderlich ist, so indiziert sein Vorliegen doch das Vorliegen der übrigen Voraussetzungen. D. h. der Erklärende wird rechtlich gebunden. Er kann seine Erklärung aber nach § 119 Abs. 1 BGB analog anfechten, sich also wieder so stellen, als habe er keine Erklärung abgegeben, denn eine angefochtene Willenserklärung ist (ex tunc) nichtig, also wie nie da gewesen. Allerdings muss dann der Anfechtende dem anderen, der auf die Erklärung vertraute, den Schaden ersetzen, den er durch das Vertrauen auf die Gültigkeit der Erklärung erlitten hat (§ 122 BGB).

## Willensmängel
Im Idealfall stimmen der geäußerte und der wirkliche Wille überein. Ist dies nicht der Fall, spricht man von einem Willensmangel. Man unterscheidet zwischen dem bewussten Willensmangel (Scheingeschäft, Scherzerklärung, Geheimer Vorbehalt, widerrechtliche Drohung), geregelt in §§ 116 - 118, § 123 Abs. 1 Alt. 2 BGB, und dem unbewussten Willensmangel (Irrtum), geregelt in den §§ 119 - 122, § 123 Abs. 1 Alt. 1 BGB.
Der Irrtum macht die Willenserklärung nicht unwirksam. In bestimmten Fällen berechtigt der Irrtum aber dazu, die Folgen der irrtümlich abgegebenen Willenserklärung rückwirkend zu beseitigen (Anfechtung). Folgende Irrtümer sind zu unterscheiden:
- Weicht die Erklärung unbewusst von dem Geschäftswillen ab, so handelt es sich um einen anfechtbaren Irrtum bei der Willensäußerung. Er kommt vor als Inhaltsirrtum (§ 119 Abs. 1 Alt. 1 BGB), bei dem der Erklärende zwar die Willenserklärung abgibt, die er abgeben will, aber über den Inhalt irrt, der seiner Erklärung durch Auslegung beigelegt wird.
- Beim Erklärungsirrtum (§ 119 Abs. 1 Alt. 2 BGB) gibt der Erklärende die Willenserklärung nicht so ab, wie er sie abgeben wollte (verschreiben, versprechen, …).
- Daneben ist die fehlerhafte Übermittlung (§ 120 BGB) der Willenserklärung, z. B. durch einen Boten, durch die Post usw. denkbar. Die fehlerhafte Übermittlung ist wie ein Erklärungsirrtum zu behandeln.[14]
- Geht der Erklärende von einem falschen Umstand aus, der ihn zu seiner Willenserklärung bringt, so handelt es sich um einen Irrtum bei der Willensbildung. Ein solcher Willensmangel wird auch Motivirrtum genannt, der grundsätzlich nicht zur Anfechtung der Willenserklärung berechtigt. Anders ist das bei einem Irrtum über verkehrswesentliche Eigenschaften der Person oder Sache (§ 119 Abs. 2 BGB: Eigenschaftsirrtum). Eigenschaften einer Person könnten sein: Erlernter Beruf bei einem Arbeitsvertrag, Kreditwürdigkeit beim Ratenkauf. Eigenschaften einer Sache sind z. B. Material bei einem Ring (vergoldet, Echtgold). Keine Eigenschaft einer Sache ist der Wert oder der Preis:[15] er ergibt sich erst aus den Eigenschaften. Besonderheiten gelten beim Kalkulations- und beim Rechtsfolgeirrtum.
- Anfechtbar ist auch die durch arglistige Täuschung verursachte Willenserklärung.

## Wirksamwerden einer Willenserklärung
Liegen die Voraussetzungen des objektiven und (soweit erforderlich) subjektiven Tatbestandes der Willenserklärung vor, bedarf es noch weiterer Umstände zu ihrem Wirksamwerden. Hierbei ist zwischen Willenserklärungen, die empfangsbedürftig sind, und solchen, die es nicht sind, zu unterscheiden.

### Nicht empfangsbedürftige Willenserklärungen
Nicht empfangsbedürftige Willenserklärung sind lediglich bei der Auslobung sowie der Errichtung einer Stiftung oder eines Testamentes gegeben. Eine solche Willenserklärung wird mangels Empfänger schon durch die Abgabe i.S. einer einfachen willentlichen Entäußerung wirksam.
Beispiel: Für die Wirksamkeit eines Testamentes genügt es, dieses niederzuschreiben. Einer Weiterleitung an die begünstigten Personen bedarf es nicht.

### Empfangsbedürftige Willenserklärung
Eine empfangsbedürftige Willenserklärung erfordert neben der Abgabe noch den Zugang beim Erklärungsempfänger oder seinem Vertreter, um wirksam zu werden (vgl. § 130 BGB). Abgabe meint hier jedoch nicht nur die einfache willentliche Entäußerung, sondern dass die Willenserklärung derart willentlich entäußert worden ist, dass unter regelmäßigen Umständen der Zugang beim Empfänger erwartet werden darf. Der Zugang meint wiederum, dass die abgegebene Willenserklärung derart in den Herrschaftsbereich des Empfängers gelangt ist, dass unter regelmäßigen Umständen die Möglichkeit der Kenntnisnahme erwartet werden darf. Auf eine tatsächliche Kenntnisnahme kommt es nur dann an, wenn diese zeitlich vor der fingierten Kenntnisnahme liegt.
Beispiele: Für die Wirksamkeit eines Angebotes in Form eines Briefes muss der Brief erstens frankiert und mit korrekter Adresse des Empfängers bei der Post aufgegeben worden sein (Abgabe), zweitens die Post den Brief in den Briefkasten des Empfängers eingeworfen haben und drittens der Briefkasten unter regelmäßigen Umständen geleert worden sein (Zugang).
Wer die Willenserklärung abgibt, trägt die Beweislast für den Zugang. Normale E-Mails haben kaum Beweiswert, vergleichbar einem einfachen Brief. Auch bei der Verwendung einer sog. qualifizierten elektronischen Signatur ändert sich daran nichts. Mit ihr kann der Empfänger beweisen, von wem die Willenserklärung stammt.
Beim Telefax kann nach einem Urteil des Oberlandesgerichts Frankfurt am Main vom 5. März 2010 vom Faxempfang und damit vom Zugang ausgegangen werden, wenn auf der Sendeseite ein Sendebericht mit Bestätigungs-Vermerk belegt werden kann und auf der Empfängerseite im Prozess nichts dazu vorgetragen wird, warum der Faxempfang nicht stattgefunden habe (sekundäre Darlegungslast: welches Gerät, Verbindung im Speicher enthalten, ob und wie wird ein Empfangsjournal geführt usw.).

### Widerruf von Willenserklärungen
Willenserklärungen sind bis zum Eintritt der mit ihnen beabsichtigten Rechtsfolge frei widerrufbar, es sei denn, das Gesetz (z. B. in § 145 BGB für das Angebot) oder der Erklärende selbst bestimmen etwas anderes. In diesen Fällen sind empfangsbedürftige Willenserklärungen nur noch widerrufbar, wenn der Widerruf dem Empfänger vor der oder gleichzeitig mit der Willenserklärung zugeht (vgl. § 130 Abs. 1 Satz 2 BGB).